# Zeltbahn
Eine Zeltbahn oder ein Tarp ist eine rechteckige, dreieckige oder rautenförmige imprägnierte Plane, die aufgespannt als Wetterschutz beim Aufenthalt im Freien dient und auch wie ein Regencape als Überwurf getragen werden kann. Mehrere Zeltbahnen können zusammengefügt werden, um ein behelfsmäßiges Zelt zu bilden. Zeltbahnen sind Teil der persönlichen Ausrüstung der Soldaten und können auch zur Tarnung von Kampfständen dienen. Auch Wandervögel und Pfadfinder haben früh auf militärische Zeltbahnen zurückgegriffen, bevor ab 1929 mit dem schwarzen Kohten- und Jurtensystem eigene Planen entwickelt wurden.

## Zeltbahn M31

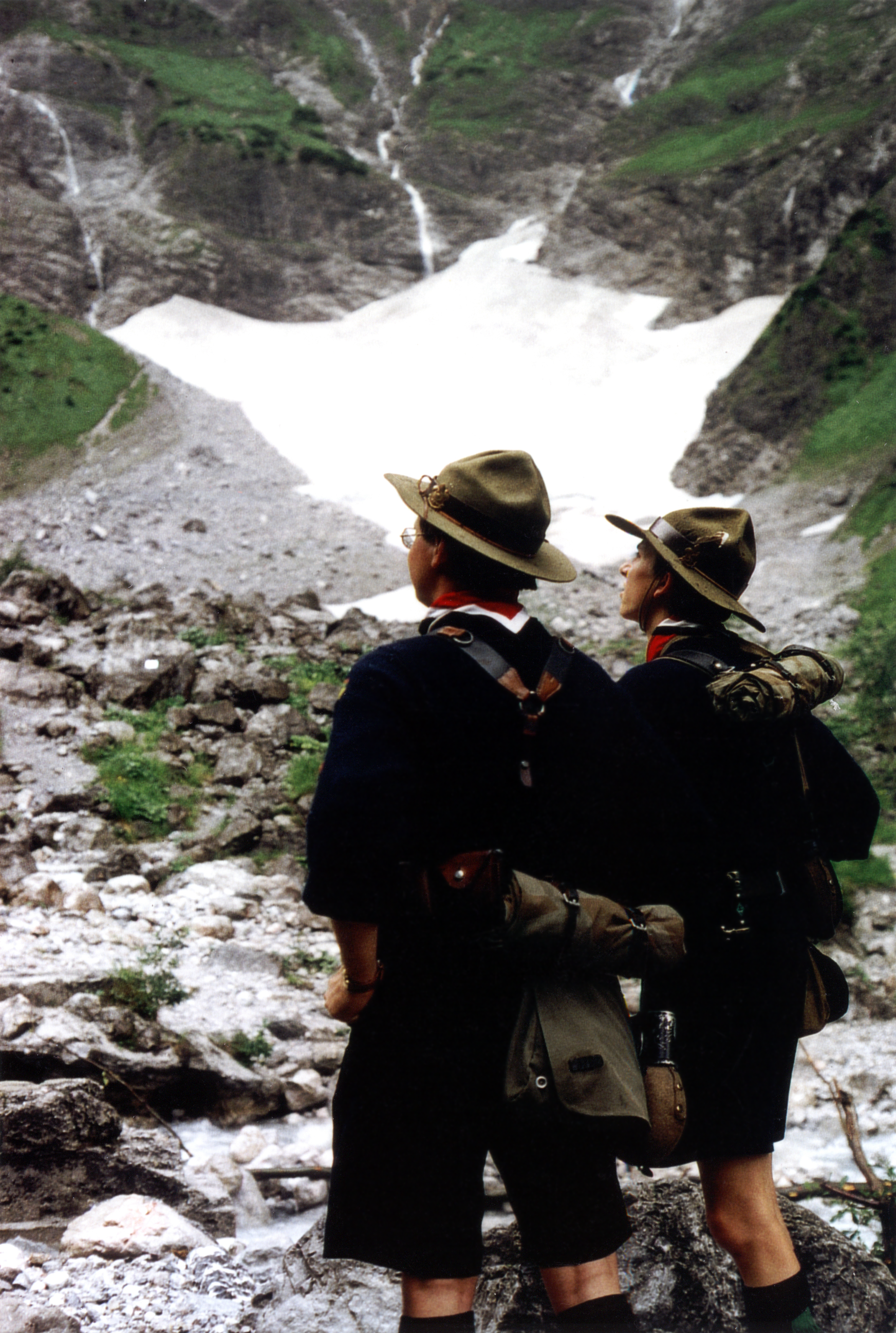
Tragweise der Warei-Zeltbahn am Brotbeutel und am Koppeltragegestell durch zwei Pfadfinder

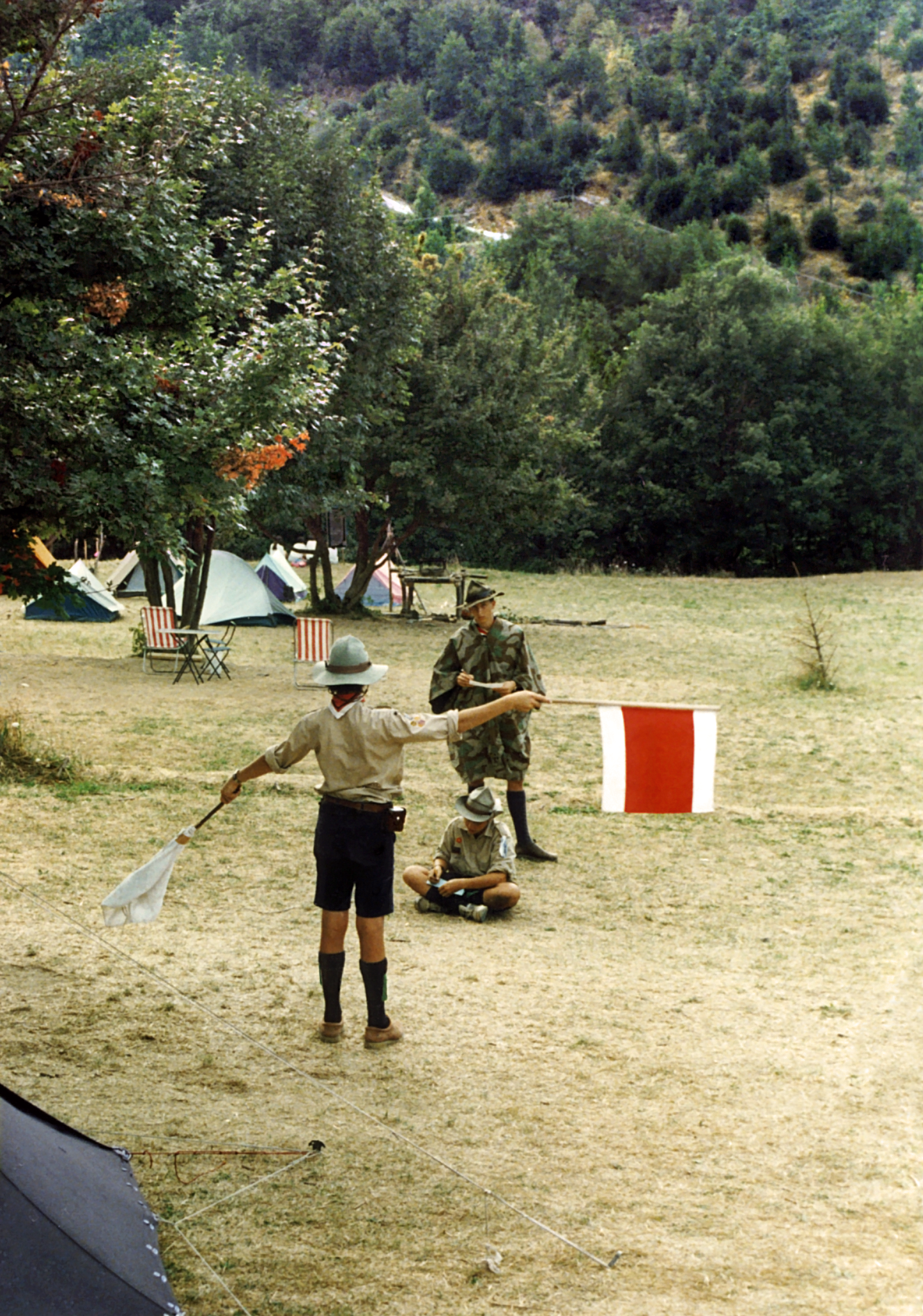
Deutscher Pfadfinder mit einer Warei-Zeltbahn als Poncho

Ein Modell im deutschsprachigen Raum ist die Zeltbahn M31 (mit geringen Änderungen später als Zeltbahn M34 bezeichnet). Der Patentinhaber des Schnittmusters, Walter Reichert, stellte die Zeltbahnen unter seinem Namenskürzel „Warei“ her, was vielfach zum Synonym für diese Art von Zeltbahnen wurde, obwohl es auch andere Produzenten gab. Die Zeltbahn M31 ist eine dreieckige Bahn mit einer Grundseitenlänge von 2,5 m und einem Gewicht von ca. 1 kg im trockenen Zustand. Sie wurde in der Reichswehr eingeführt und später auch im Zweiten Weltkrieg von der Wehrmacht verwendet. Dreieckige Schnittmodelle mit und ohne diverse Tarnmuster wurden nach dem Krieg unter anderem vom Bundesgrenzschutz, von der französischen Fremdenlegion, der österreichischen und der schwedischen Armee eingesetzt.
Bei der Verwendung als Zelt werden im einfachsten Fall vier Bahnen zu einer Pyramidenform zusammengeknöpft, es sind jedoch auch größere Konstruktionen möglich. Durch ihre Machart kann die Zeltbahn auch als Poncho verwendet werden.
Die Zeltbahn wurde mit Hilfe von Packriemen an den D-Ringen des Brotbeutels und des Koppeltragegestells oder in Hufeisenform um den Tornister geschnallt mitgeführt. Auch mittels zweier Schlaufen, die fest mit dem A-Rahmen verbunden waren, konnte die Bahn an diesem Sturmgepäck befestigt werden.

## Bundeswehr

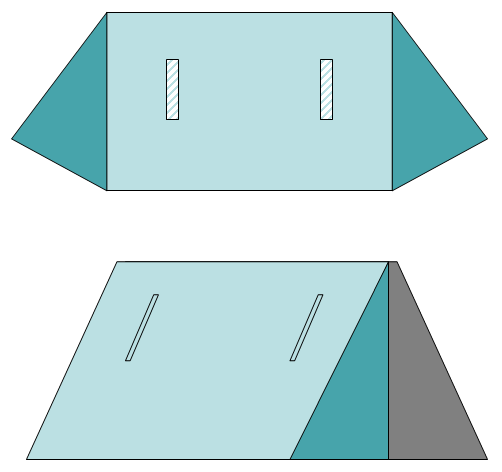
Zeltbahn der Bundeswehr (3,20 × 1,30 m): Draufsicht (oben), Verwendung als Hälfte eines Zeltes (unten). Schraffiert dargestellt sind die Durchgriffe für die Arme bei der Verwendung als Poncho.

Die deutschen Hersteller orientierten sich wieder an der international gebräuchlichen Form, die wiederum an ältere, bereits im 19. Jahrhundert bekannte militärische Zelttypen anknüpft. Die Bundeswehr-Zeltbahn entspricht einer klassisch preußischen  Form, die aber auch zum Ende des Weltkrieges von der Wehrmacht eingeführt wurde. Neu war, dass an die Schmalseiten der früher vielfach offenen oder anknüpfbaren Zugänge dreieckige Flügel angenäht waren, so dass der Grundriss der Plane ein Sechseck ergab. Diese Flügel halten seitlichen Wind ab, so dass die Zeltbahn besser vor Wind schützt als die Planen des 19. Jahrhunderts, die von den Alliierten noch im Zweiten Weltkrieg verwendet wurden. Nur der im Kombattantenstatus stehende Bundesgrenzschutz behielt in der Aufstellung das Konzept der Zeltbahn M31 im Sumpftarnmuster bei.
Um ein prismenförmiges Zelt der Bundeswehr, das in den 1950er Jahren parallel auch andere Armeen eingeführt haben, zu erhalten (Firstlänge ca. 2,25 m), werden zwei Zeltbahnen zusammengeknöpft. Die dreieckigen Flügel werden dabei zu den Apsiden an den Stirnseiten des Zelt zusammengeknüpft.
Zum Zubehör der Zeltbahn gehört eine Tasche aus Zeltbahnstoff mit fünf Erdnägeln und Zeltstangen aus Aluminium. Die Erdnägel können platzsparend in die hohlen Zeltstangen gesteckt werden. Je zwei zusammengesteckte Zeltstangen stützen beim Zweimannzelt die beiden Stirnseiten. Damit bei Regen kein Wasser eindringt, wird die kleine Zeltbahnzubehörtasche auf die äußeren Zeltstangen gestülpt. Die große Zeltbahntasche wird gefaltet und unter die Zeltstange geschoben, damit diese sich nicht in den Boden bohrt. Die Zeltbahntasche dient zum Verpacken der Zeltbahn und des Zeltbahnzubehörs. An den Außenenden der Zeltbahn befindet sich je eine zu einer Schlaufe gebundene Schnur aus mit Kunststoff ummantelter Kunstfaser, mit denen die Zeltbahn mit Hilfe der Erdnägel im Boden fixiert wird. Im BW-Rucksack dient die Zeltbahn, in der Innentasche verstaut, als Rückenpolster. Nicht zum offiziellen Zubehör gehören zwei über zwei Meter lange Reepschnüre mit Leinenspannern, die jeweils an den Enden der Zeltbahn befestigt werden können, um im Bedarfsfall ein Schrägdach oder auch zwei als Zelt zwischen zwei Bäumen aufbauen zu können.
Aus der Zeltbahn lässt sich ein Zeltbahnpaket als improvisierte, schwimmfähige Verpackung der Ausrüstung mit Rucksack, Stiefel und Waffe bauen, um ein Gewässer durchschwimmen zu können. Der Auftrieb des Zeltbahnpakets ist groß genug, um dem Soldaten als Schwimmhilfe zu dienen. Sofern die Zeltbahn Armlöcher für eine Verwendung als Zeltbahnponcho hat, müssen diese zugenäht und verklebt werden.
Eine weitere Verwendungsmöglichkeit der Zeltbahn ist als Regencape. Die Zeltbahn wird dabei quer über die Schultern gelegt und vor dem Körper entlang des Dachfirsts zugeknöpft. Die Arme können durch die Schlitze in der Zeltbahn gesteckt werden, die Zeltbahntasche dient als Kapuze. Auch kann die Zeltbahn als Abdeckplane für eine Stellung wie beim Alarmposten sowie als wärmeisolierende Unterlage verwendet werden. Eine Behelfstrage für den Transport eines Verwundeten lässt sich durch Einlegen von zwei entsprechend langen und dicken Ästen bauen.
Größere Zeltkonstruktionen sind mit mehreren Bahnen möglich. So kann aus vier Zeltbahnen ein oben offenes Zeltbahnversteck geknüpft werden, in dem eine Feuerstelle unterhalten werden kann. Zwei zusätzlich darauf aufgesetzte Zeltbahnen können diese Konstruktion zu einem Finnenzelt erweitern, das sich auch für den Winter als Behelfsunterkuft eignet. Diese Konstruktion kann mit einer Zeltheizung durch ein Schwedenfeuer und dünnen Rohren mit Warmluft beheizt werden.
Eine Zeltbahn aus Baumwolle kann behelfsweise auch als Feuerlöschdecke für die Sofortbekämpfung eines Entstehungsbrandes auch an Personen dienen.

## Andere Modelle
Vor der Zeltbahn 31 wurde in der deutschen Armee eine quadratische Zeltbahn verwendet (M 1892). Ähnliche Modelle kamen später in der NVA sowie in der Schweizer Armee (als sog. „Militärblache“) zum Einsatz (Seitenlänge jeweils ca. 1,60 m).

## Tarpaulin
Das Wort Tarpaulin entstand als Zusammensetzung aus engl. tar (Teer) und palling beziehungsweise pall (Tuch; von lat. pallium, Mantel). Das Wort kommt im deutschen Sprachraum, oft auch zu „Tarp“ verkürzt, als Synonym für Zeltbahn (Zeltplane, auch Halbzeltplane, jedoch ohne Flügelseite) vor, insbesondere im Jargon der Outdoor-Sportarten.
Im Handel werden heute insbesondere leichte Planen mit ringsum angebrachten Ösen als Tarp bezeichnet, die in der Natur an Bäumen oder Felsen für ein einfaches Biwak als Regenschutz aufgespannt werden können.